# ین پرس
ین پرس (به انگلیسی: Yen Press) یک ناشر آمریکایی مانگا و رمان گرافیکی متعلق به شرکت کادوکاوا و اشت بوک گروپ است.